# 緑の心財団
緑の心の財団（英：The Green Heart Foundation 仏：Fondation Coeur Vert）はコートジボワールで2017年に登録された非営利団体。『地球を癒し、人々の平和を取り戻す』をスローガンに掲げる。
自然のバランスを取り戻し、特に農村の住民にとって適正かつ尊厳のある生活環境の確保を促進するため、世界全域における森林再生および環境保護に第一の重点を置いた活動を行っている。
コートジボワール・ココディ市環境省と2018年にパートナーシップを締結。2019年11月15日には、アビジャン・クマッシ郊外の植林活動に103人のボランティアが参加した。
財団登録以前からボランティア活動は行われており2016年からは主にアフリカ（セネガル、マリ、ブルキナファソ）の植林ボランティア活動に参加、毎年200～300人の青年ボランティアを世界中から集めている。
セネガルではアフリカ緑の大壁プロジェクトの一環として植林に参加し、2017年現在までに、必要な植樹本数の20%に相当する木を植林。
当財団の植林活動に参加した数百人の青年ボランティアを追いかけたドキュメンタリー映画「緑の大壁 ―アフリカのためのアフリカ―」はワールドピースラボ・シュチェチンとニックスメディアが制作し、マルゴザタ・フィリームス監督が撮影。2015年第13回モナコ国際映画祭のエンジェルピースアワードを受賞。

## 目的
- 森林再生、環境修復、環境保護の推進および支援
- 農村地域の住民が適正かつ尊厳のある暮らしのための生活環境の改善促進
- アフリカ緑の大壁プロジェクトへの参加を奨励
- 地球に棲息する動植物の保護および保全
- 地球温暖化と気候変動の影響からすぐに立ち直れるための住民の教育および支援

## 緑の大壁運動
アフリカの国家間組織で、砂漠周縁部の草原地帯の砂漠化を阻み、地元住民の生活環境を改善するための森林再生および再活性化プログラムを実行運営。
2005年にサハラ砂漠周辺諸国が着手し、アフリカ連合によって採択されたこのプロジェクトは、セネガル、モーリタニア、マリ、ブルキナファソ、ニジェール、ナイジェリア、チャド、スーダン、エチオピア、エリトリア、ジブチの11カ国にまたがって展開され、緑の大壁アフリカ統一機構が運営する。
このプロジェクトは、サハラ砂漠南端に全長8000キロ、幅15キロメートル以上にわたりアフリカ原産の木を植え、アフリカ全土を横断する巨大な緑の壁を作りだしている。その趣旨は、砂漠化が進んでいる地域とサヘルと称される半乾燥地域との間に、森林地域と農業地域の防壁を作ることとされる。
緑の心財団は、このアフリカ緑の大壁プロジェクトに参加している多くの地域的および国際的な団体の1つで、緑の大壁沿線の地元住民の生活環境改善を図るため、植林の他にも農業・造園活動、インフラ開発、技術サポートの提供とトレーニングも支援している。

## その他の活動
当財団のホームページによると、長年様々な場所でボランティア活動が行われてきている模様。
- ポルトガル・・・2015年以来ポルトガル森林庁を援助、青年ボランティアが、火事で荒廃したペネダジェレス国立公園で植林を実施

- ポーランド・・・ボランティアおよび学生を動員し、毎年平均50000ヘクタールの植林。2017年8月に発生した暴風で約820万立方メートルに相当する樹木が被害に遭遇。ポーランドの環境省から支援の交渉を受け再生活動を支援。

## 活動に参加する
- サハラ全域の全ての学校が植林に参加すれば砂漠かに終止符を打つことができると参加を呼び掛ける。

- 植林活動に参加してくれる青年を募集している

- または、EURO500(≒63,000円)の寄付で一人のボランティアが一週間活動が可能と寄付を募る

- または、ドキュメンタリー映画「緑の大壁 ―アフリカのためのアフリカ―」のフルダウンロードEUR20（≒2,500円）が一番手軽な寄付。（日本語字幕）

## ほしいものリスト
備品倉庫、トラック、宿泊施設、航空運賃(不要マイルの寄付など)、当財団が必要なものがホームページに記載されており、ユニークな募集としては、当財団の大使として自然に対する情熱の有るアフリカ人のミュージシャン／シンガー、俳優、芸能人、有力な有識者も募集されている。